# Siarhei Artsiujin
Siarhei Artsiujin –en bielorruso, Сяргей Арцюхін; en ruso, Сергей Артюхин, Serguei Artiujin– (Moscú, 1 de noviembre de 1976) es un deportista bielorruso que compitió en lucha grecorromana. Ganó dos medallas de bronce en el Campeonato Mundial de Lucha, en los años 2005 y 2006, y una medalla de oro en el Campeonato Europeo de Lucha de 2005.

## Palmarés internacional
| Campeonato Mundial | Campeonato Mundial | Campeonato Mundial | Campeonato Mundial |
| Año                | Lugar              | Medalla            | Categoría          |
| ------------------ | ------------------ | ------------------ | ------------------ |
| 2005               | Budapest (Hungría) | Medalla de bronce  | 120 kg             |
| 2006               | Cantón (China)     | Medalla de bronce  | 120 kg             |
| Campeonato Europeo |                    |                    |                    |
| Año                | Lugar              | Medalla            | Categoría          |
| 2005               | Varna (Bulgaria)   | Medalla de oro     | 120 kg             |